# Oyster Creek (Texas)
Oyster Creek es una ciudad ubicada en el condado de Brazoria en el estado estadounidense de Texas. En el Censo de 2010 tenía una población de 1.111 habitantes y una densidad poblacional de 201,58 personas por km².

## Geografía
Oyster Creek se encuentra ubicada en las coordenadas 28°59′53″N 95°19′45″O / 28.99806, -95.32917. Según la Oficina del Censo de los Estados Unidos, Oyster Creek tiene una superficie total de 5.51 km², de la cual 4.88 km² corresponden a tierra firme y (11.37%) 0.63 km² es agua.

## Demografía
Según el censo de 2010, había 1.111 personas residiendo en Oyster Creek. La densidad de población era de 201,58 hab./km². De los 1.111 habitantes, Oyster Creek estaba compuesto por el 83.53% blancos, el 3.78% eran afroamericanos, el 1.62% eran amerindios, el 0.36% eran asiáticos, el 0% eran isleños del Pacífico, el 7.56% eran de otras razas y el 3.15% pertenecían a dos o más razas. Del total de la población el 23.49% eran hispanos o latinos de cualquier raza.